# Desa Pamoyanan (administrativ by i Indonesien, lat -6,63, long 107,36)
Desa Pamoyanan är en administrativ by i Indonesien.   Den ligger i provinsen Jawa Barat, i den västra delen av landet, 70 km sydost om huvudstaden Jakarta.